# HD27628
HD27628 — хімічно пекулярна зоря спектрального класу A3, що має видиму зоряну величину в смузі V приблизно  5,7.
Вона  розташована на відстані близько 149,1 світлових років від Сонця.

## Фізичні характеристики
Зоря HD27628 обертається 
порівняно повільно 
навколо своєї осі. Проєкція її екваторіальної швидкості на промінь зору становить  Vsin(i)= 33км/сек.